# 天國與地獄 (電視劇)
黑澤明電視特別單元劇·第一夜《天國與地獄》是日本著名導演黑澤明1963年公開的同名電影《天国与地狱》的重製版，為一集的特別企劃。於2007年9月8日在朝日電視台播出，收視率高達20.3％。2008年1月18日DVD發行。

## 故事簡介
大鞋製造廠専務權藤金吾（佐藤浩市）接到綁匪（妻夫木聰）打來的稱其獨子遭到綁票的電話，綁匪勒贖的三億日圓贖金正是權藤為掌握鞋廠經營權以所有資產作為抵押而準備的錢。豈料綁匪錯綁司機青木的兒子。權藤想要幫助但又不願意交付贖金，面對妻子（鈴木京香）和青木的哀求，權藤會交付鉅額贖金救一個和他沒有血緣關係的人么？綁匪又會如何行動……

## 主要演員
- 權藤金吾：佐藤浩市（香港配音：朱子聰）

大鞋製造廠専務。
- 權藤伶子：鈴木京香（香港配音：陸惠玲）

金吾的妻子。
- 竹内銀次郎：妻夫木聰（香港配音：黃榮璋）

綁匪。
- 戶倉碧：阿部寛（香港配音：陳欣）
- 河西庸：小澤征悦（香港配音：劉昭文）

金吾的秘書。
- 青木要：平田滿（香港配音：林國雄）

金吾的司機。
- 田口刑警：伊武雅刀（香港配音：陳永信）
- 神谷光：六平直政（香港配音：黃子敬）

大鞋製造廠常務。
- 石丸高士：田口浩正（香港配音：陳永信）

大鞋製造廠常務。
- 馬場榮：橋爪功（香港配音：譚炳文）

大鞋製造廠副社長。
- 迫田明：篠井英介

綁匪協助者。
- 迫田周子：吹石一恵（香港配音：鄭麗麗）

綁匪協助者。
- 權藤純：神谷涼太（香港配音：伍秀霞）

權藤的兒子。
- 青木進一：松田昂大（香港配音：雷碧娜）

青木的兒子。
- 中尾刑警：杉本哲太（香港配音：伍博民）
- 女刑警：杏（香港配音：陳凱婷）
- 荒井刑警：大西信滿（香港配音：李錦綸）
- 刑務官：本田博太郎
- 漁師：泉谷茂（香港配音：陳曙光）
- 瑪莉子：井村空美（香港配音：鄭麗麗）

竹内的女友。
- 捜査本部長：津川雅彦（香港配音：陳曙光）

## 制作人員
- 製作：朝日電視台・東北新社クリエイツ
- 導演：鶴橋康夫
- 編劇：菊島隆三・久坂栄二郎・小国英雄・黑澤明
- 企画：早河洋
- 音楽：仲西匡

## 相關鏈接
- 天國與地獄 (電影)

## 外部連結
- 朝日電視『天國與地獄』官網 （页面存档备份，存于）